# コルバッハ
コルバッハまたはコールバッハ（ドイツ語: Korbach, ドイツ語発音: [ˈkɔrbax] ( 音声ファイル)、ただし少なくとも鉄道駅は1935年2月1日まで Corbach と綴っていた）は、ドイツ連邦共和国ヘッセン州ヴァルデック＝フランケンベルク郡の郡庁所在都市である。この街は、ヘッセン州唯一の旧ハンザ都市であり、少なくとも1000年以上の歴史を有している。

## 地理
コルバッハは、ライン・シーファー山地の北東辺縁部に位置する。このあたりは、ヴァルデックのウプラントと呼ばれる。市の北部はザウアーラントの支脈にあたる。コルバッハ市内で最も高い山はヴィッデハーゲン (635 m) と金を含む鉱脈が豊かなことで知られるアイゼンベルク (562 m) である。市内の中心部をクーバッハ川が流れている。
コルバッハ近郊にある亀裂コルバッハ亀裂は、ペルム紀後期の化石が発掘されることで重要である。ここは北半球で唯一プロキノスクス（「コルバッハのダックスフント」とも呼ばれる）が発掘された場所である。

### 隣接する市町村
コルバッハは、ディーメルゼー、リヒテンフェルス、ツヴィステタール、フェール、ヴァルデック、ヴィリンゲン（以上、いずれもヴァルデック＝フランケンベルク郡）およびメーデバッハ（ノルトライン＝ヴェストファーレン州ホーホザウアーラント郡）と境を接する。

### 市の構成
中核市区は森のない高原であるヴァルデッカー台地に位置している。このあたりはかつてはヨーロッパヤマウズラ (Hühner) が多く住んでいた土地で、このためこの街の住民は「フェルトヒューナーヒェン (Feldhühnerchen)」とも呼ばれる）

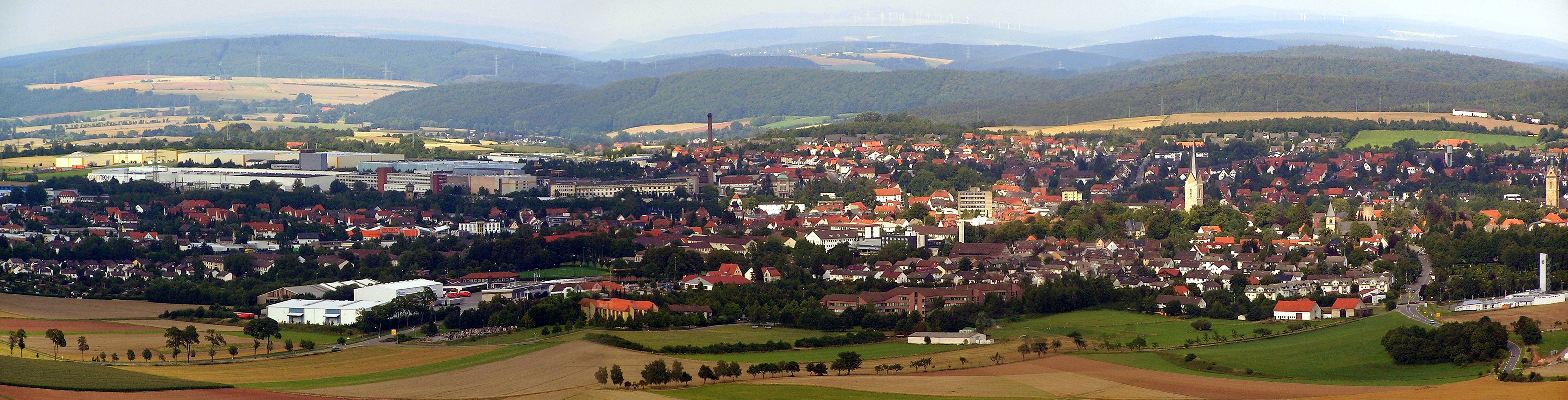
コルバッハ中心部のパノラマ画像

| - アラーリングハウゼン - エッペ - ゴールトハウゼン - ヘルムシャイト - ヒラースハウゼン | - レルバッハ - レンゲフェルト - マイナーリングハウゼン - ニーダー＝エンゼ - ニーダー＝シュライデルン | - ノルデンベック - オーバー＝エンゼ - レーナ - シュトローテ |

## 歴史

### 古代
後にキリアンス教会が建てられた丘の上に、800年以前にはすでにカロリング朝の宮殿が造られていた。市の名前の由来と意味については諸説ある。一致しているところは、この名前が古ザクセン語に由来するということである。名前の最も古い形は Curbecki （980年）である。ある解釈では、最初のシラブルは中低ドイツ語の "kurren" あるいは "korren" に基づくものであり、小川のせせらぎを意味しているという。しかし、他の説では、"Cor" または "Cur" というシラブルは "Kür" または "küren" に由来するもので、「選挙」や「選択する」という意味であるとしている。この説によれば、コルバッハ近郊の川縁の広場で住民によって指導者が選ばれていたのかもしれない。また、この広場では集会が行われていた可能性もある。Curbechi は980年に初めて記録されている。この文書は、当時国王で後に皇帝となるオットー2世が、イッターガウとネーテガウの伯アジコーの立ち会いの下、コルバッハ、レルバッハ、レーナおよび当時イッターガウに属した他の3つの村をヘッセガウの2つの土地と交換でコルヴァイ修道院に譲渡したものである。市内の他の集落についても、たとえばレンゲフェルト近郊のヴィッパーベルクのように古代の入植を暗示する証拠がある。

### 中世と近世

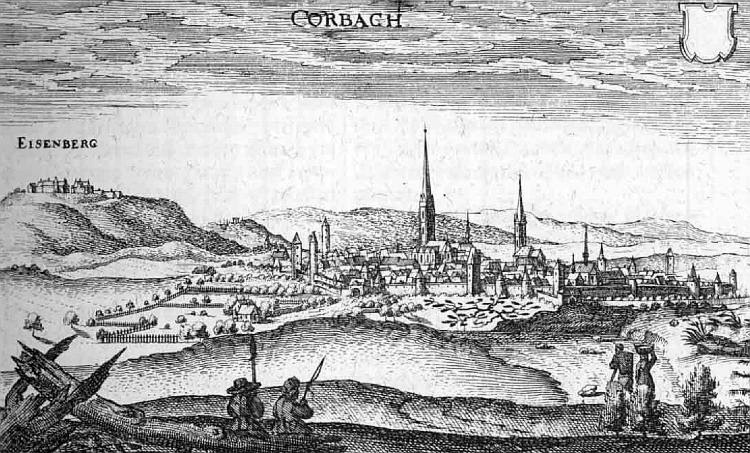
1655年に出版されたマテウス・メーリアンの銅版画に描かれたコルバッハ

1188年にパーダーボルン司教ベルンハルトがコルバッハにゼスター都市権を与えた。コルバッハは、ケルン - ライプツィヒ間およびフランクフルト - ブレーメン間の交易路が交差する位置にあり、このため手工業と商業が急速に発展し、コルバッハは繁栄した。旧市街地域はすべての住民を容れるに十分ではなくなった。商人達は2つの新しい町を市域の外に建設した。これらの新都市はすぐに元の街と融合し、一つの街となっていった。14世紀に旧市街にキリアンス教会、新都市にニコライ教会が建設された。
1377年に旧市街と新市街は合併した。2つの街の境界に統一市庁舎が建設され、現在も市庁舎はその位置にある。1349年に皇帝カール4世（ただし、当時はまだローマ王であった）がこの街を訪れた。やがてコルバッハはハンザ同盟に加盟し、1469年に初めて加盟者として記録されている。これによりコルバッハは現在のヘッセン州で唯一ハンザ同盟に加盟した都市となった。1414年にこの街を取り囲む二重の市壁が完成した。市壁には、この街に出入りするための5つの門が設けられた。トレンケ門、ダルヴィヒカー門、エンザー門、レンゲフェルダー門、ベルンドルファー門である。これらのうち、エンザー門だけが現存している。
宗教改革により、ヴァルデック伯領全域と同様に、この街もプロテスタント化された。現在もコルバッハではプロテスタントが大勢を占めているが、19世紀以降カトリック信者が再び増加し、2つのカトリック教会（古いマリエン教会と近代的なヨーゼフス教会）が設けられた。さらにノルトライン＝ヴェストファーレン州に接する西の市域では、ほぼ完全に（ヒラースハウゼン）、あるいは大部分が（ニーダー＝シュライデルン、エッペ）カトリックの市区もある。
三十年戦争では、コルバッハは、通過する軍勢に何度も高い軍費を支払わねばならなかった。戦争が終結した頃、家屋の半数に人が住むだけで、人口は戦前の 2600人から 1100人にまで減少した。1664年の大火でほぼすべての家屋が焼失した。1593年に建設された「イム・カットハーゲン」が、この大火の前に建てられて現存する唯一の木組み建造物である。これに対して、ゴシック様式の石造教会や石造の倉庫は良い保存状態が保たれている。

### 近代
18世紀末になってやっと、わずかながら裕福な状態が戻ってきた。最初の経済的隆盛は19世紀末に起こった。1893年にカッセルまで鉄道が開通したことがこれに大きく寄与していた。さらに大きなゴムおよびタイヤ工場 Louis Peter がコルバッハにできた。これ以後の戦争、特に両世界大戦による大きな損害を、この街は幸運なことに免れた。第二次世界大戦後、旧ドイツ東部領土からの移民の流入により、この街の人口は大きく増加した。

## 行政

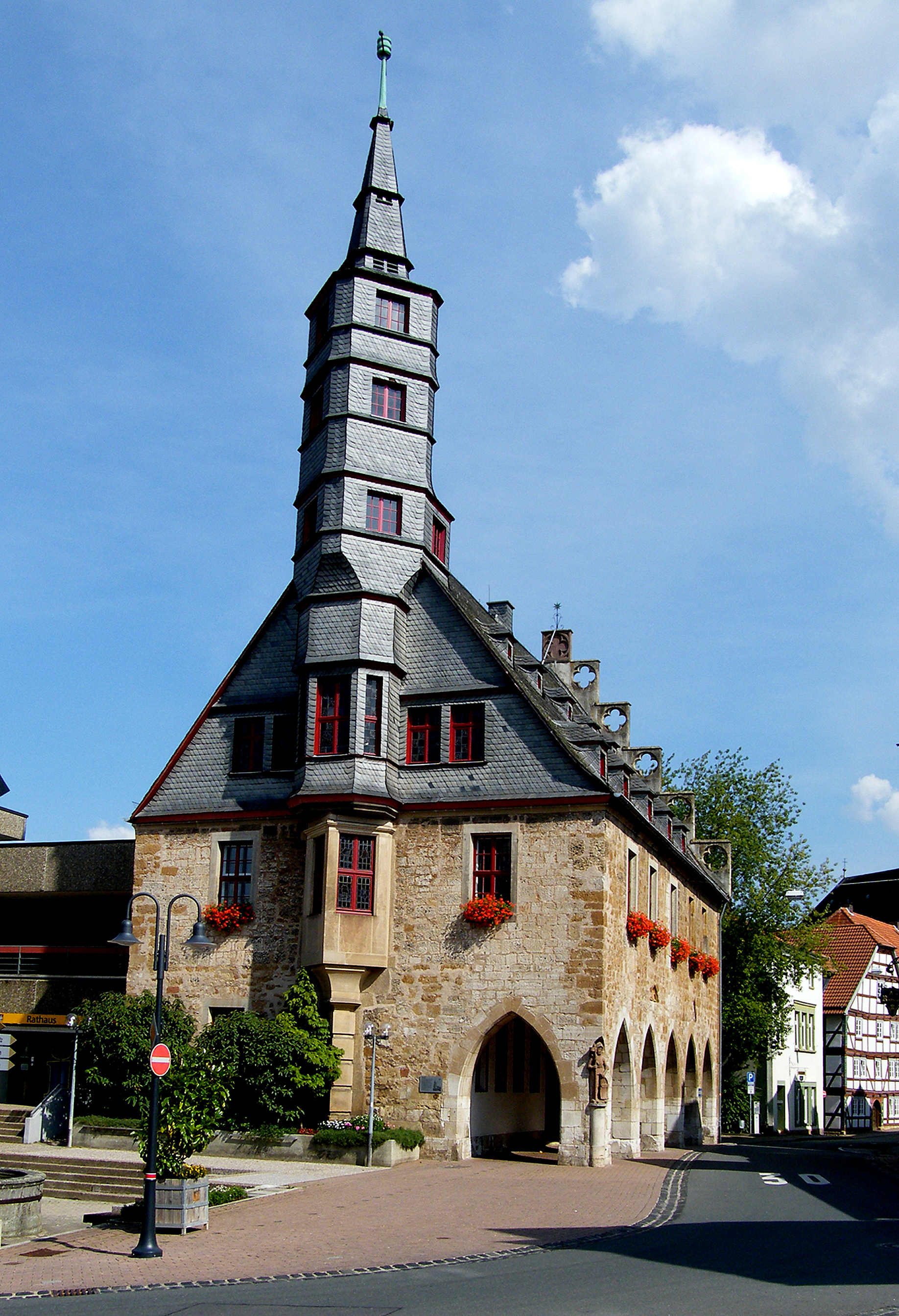
コルバッハ市庁舎。1377年に合併した新旧市街の境界に建っている

### 市議会
コルバッハの市議会は、37議席からなる。

### 姉妹都市
- アヴランシュ（フランス、マンシュ県）1963年
- ヴァルタースハウゼン（ドイツ、テューリンゲン州）1990年
- ピジツェ（ポーランド、西ポモージェ県）
- ヴィソケー・ミート（チェコ、パルドゥビツェ州）

## 文化と見所

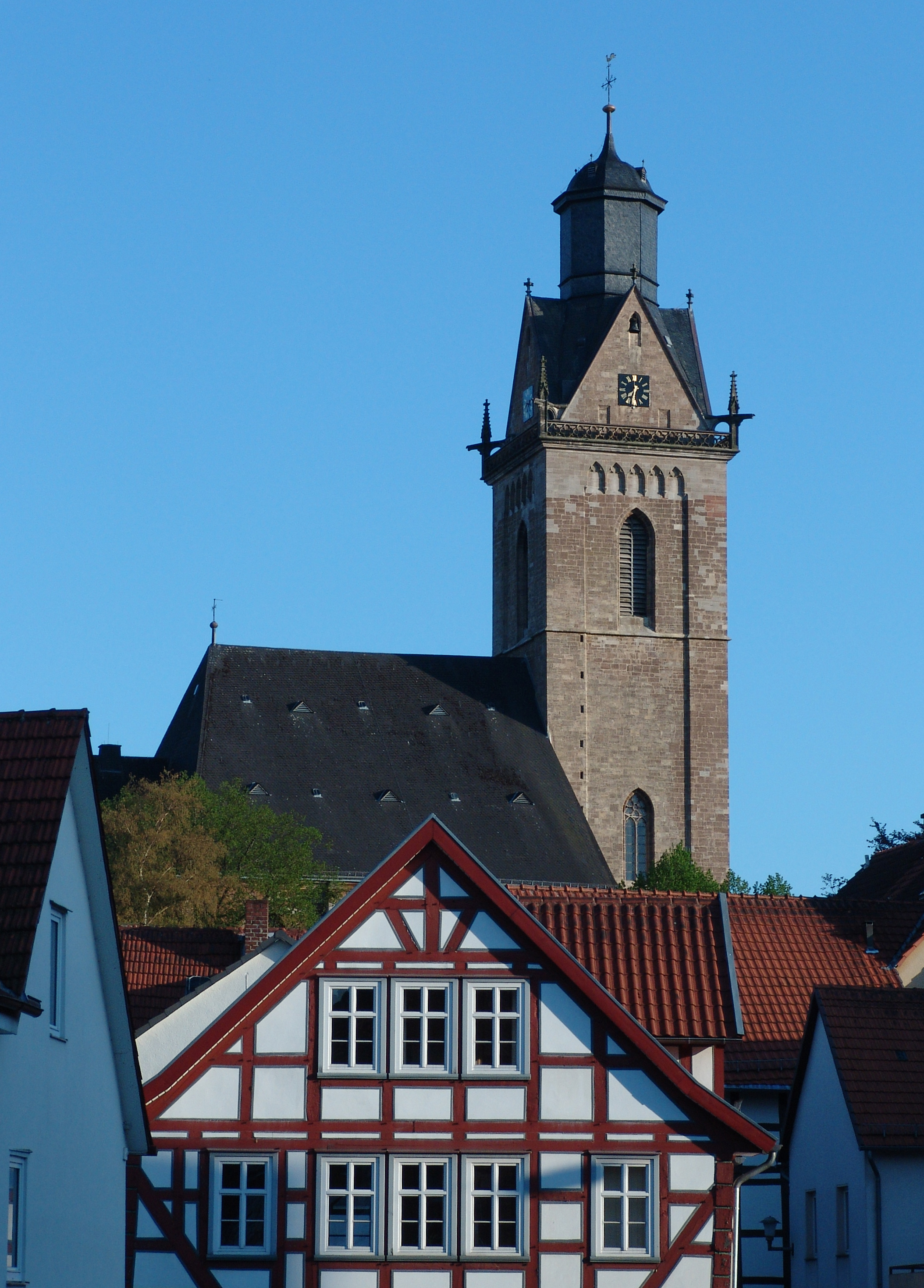
キリアンス教会

- キリアンス教会（1450年）とニコライ教会（1460年）は保存状態の良いゴシック様式のホール式教会である。当時、旧市街（聖キリアン）と新市街（聖ニコライ）の住民は競ってこの教会を建設した。この結果、キリアンス教会はニコライ教会に比べて装飾性が豊かである。見所は、それぞれに1基あるコルバッハのフランシスコ会修道士画家の祭壇とニコライ教会の南入口である。キリアンス教会の塔は登ることができる。
- コルバッハ修道院は、1487年にフランシスコ会原始会則派修道院として創設され、1546年には早くも廃止された。ヴァルデック伯は1579年に長年計画していたギムナジウム、アルテ・ランデスシューレを旧修道院跡に設立した。
- アルテ・ランデスシューレ: コルバッハのギムナジウムは1579年から1971年までクロスター通りにあった。1971年にはゾリンガー通りの新しい建物に移った。「アルテ・ランゲスシューレ」の名前は引き継がれた。このギムナジウムは、現在もヘッセンで営業している最も古いギムナジウムの一つである。現在この建物にはコルバッハおよびバート・アーロルゼン職業学校の一部が入居している。
- コルバッハ野外ビューネ e.V.: 約 150 人の活動中の団員によって毎年2本の作品が上演されている。これはそれぞれ大人向けの作品と子供劇作品である。夏の演劇シーズンの他、団員は他のイベント、たとえば秋の中世マーケットなど、にも参加している。
- コルバッハ亀裂は、地質学史上重要である。苦灰統の時代、ここには海岸があった。コルバッハ亀裂はペルム紀の化石の最も重要な発掘場所の一つである。
- ヴォルフガング・ボンハーゲ博物館は、キリアンス教会の近くにあるコルバッハの郷土博物館である。この建物は1990年代に増改築され、市の歴史、アイゼンベルクでの金採掘、コルバッハ亀裂に関する情報を提供している。
- 旧市街の古い市場に中世のさらし台がある。
- 良く保存された市壁と多くの木組み建築が遺る愛情込めて改修がなされた旧市街
- この商業都市の水供給施設として使われていた中世の泉「キュンペ」。4つの泉が現在も遺っている: ランゲフェルダー通り（いわゆる「フェルトヒューナーヒェンの泉」）、キリアンス教会前、市庁舎前、旧市場である。
- 数多くの中世の石造りの建物（倉庫）
- 歩行者専用地区の銅像「ナハトヴェヒター（夜の見張り番）」
- アイゼンベルク城（展望塔と金の学習路）
- アイゼンベルクの12世紀から17世紀の金鉱跡は現在観光鉱山となっている。

- ニコライ教会
- 旧修道院、アルテ・ランデスシューレ
- コルバッハ亀裂
- ヴォルフガング・ボンハーゲ博物館
- 中世のさらし台
- 旧市壁の5つの門のうち唯一現存するエンザー門
- 1330年頃に建造されたゴシック様式の倉庫
- アイゼンベルク城趾

### 祝祭
- 金と陶器のマーケット（5月）
- フライシーセン（6月）3年ごと
- キリアン祭（6月）
- 旧市街・文化祭（6月/7月）
- 芸術の夜（7月）
- 秋のマーケット（9月）
- 歴史的な中世マーケット（10月）
- コルバッハのクリスマスマーケット、アドヴェントカレンダー（12月）

## 経済と社会資本

### 交通
コルバッハは、連邦道 B251号線（カッセル - ブリーロン）および B252号線（マールブルク - パーダーボルン）に面している。両者はコルバッハのバイパスで短い区間ではあるが路線を共有している。市内に直接接続するアウトバーン網に接続するインターチェンジはない。最寄りのインターチェンジは A44号線のディーメルシュタット・インターチェンジまたはツィーレンベルク・インターチェンジで、それぞれ約 30 km の距離にある。さらにこの街は州道を介してメーデバッハやディーメルゼーと結ばれている。

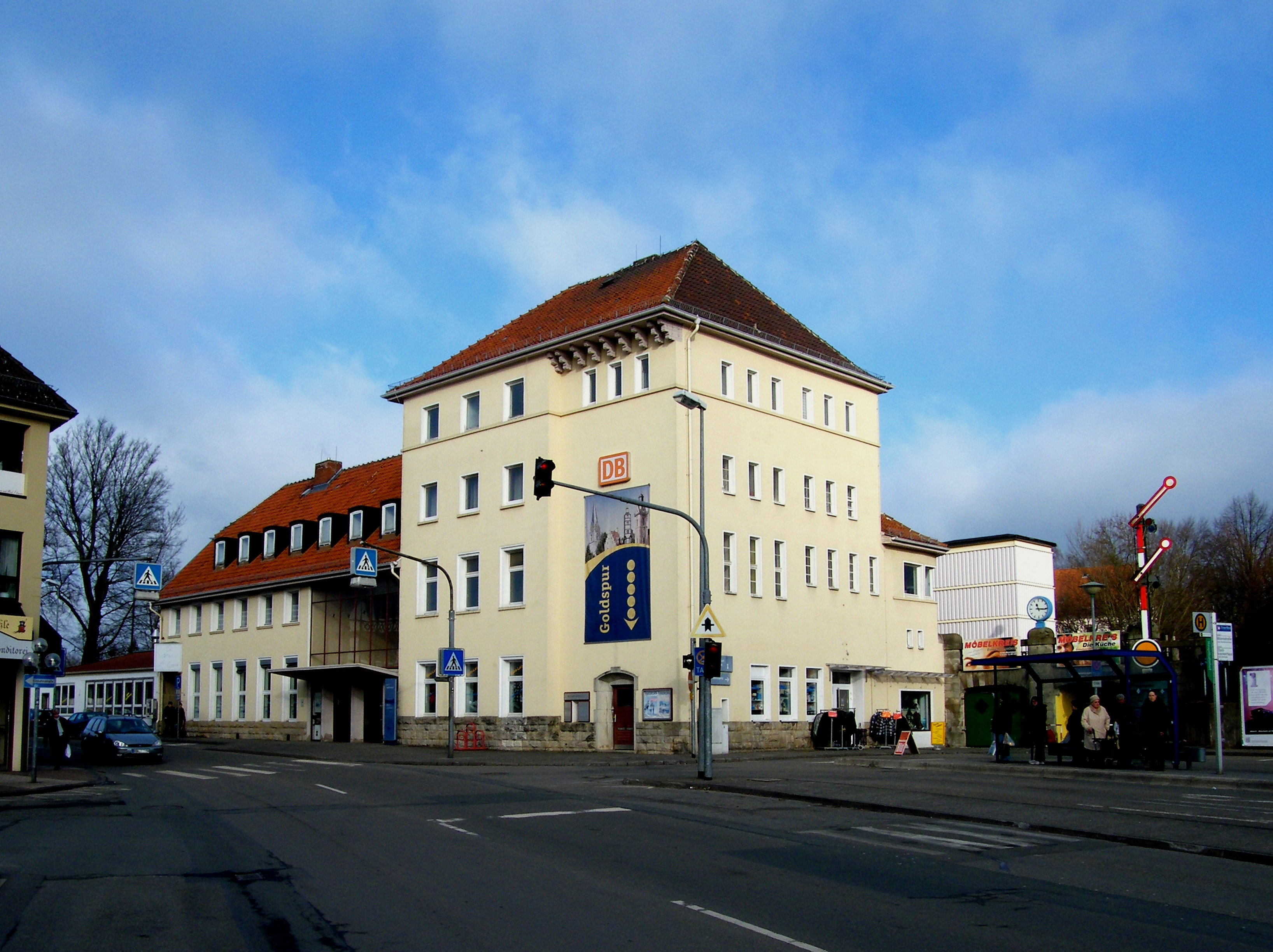
コルバッハ駅

コルバッハには鉄道の停車駅があり、かつては4つの路線が乗り入れていたが、現在は一部だけが営業している。1本は、ヴィリンゲンを経由してブリーロン＝ヴァルトに至り（ウプラント鉄道）、さらにはルール地方に通じる北西に向かう路線。1本は、フランケンベルクを経由してマールブルクに至る南へ向かう路線（ウンテーレ・エーダータール鉄道とブルクヴァルト鉄道）。1本は、フォルクマールゼンを経由してカッセルに至る北東へ向かう路線。1本はヴァルデックを経由してヴァーベルンへ至る南東に向かう路線。最後はエーダータール鉄道としてバート・ヴィルドゥンゲン - コルバッハ間は廃止されている。2008年からこの路線跡の一部にはエーダーゼーバーン自転車道が設けられている。コルバッハはこの自転車道の西端にあたる。カッセルに向かう路線は1998年10月4日に再開された（当時、運行再開の最初の例の一つ）。ウンテーレ・エーダータール鉄道再開の受け皿に関する議論は、ケラーヴァルト＝エーダーゼー国立公園への接続と合わせて、2006年/2007年からすでに行われていた。鉄道長リューディガー・グルーベは、1980年代末から廃止されていたコルバッハ - フランケンベルク間 31 km の区間に 1400万ユーロを投入すると2009年に宣言した。コルバッハ南までの区間は、1999年9月28日に再開し、2015年にフランケンベルクまでの区間が再開し、マールブルクまでの直通列車が走るようになった。1980年代までは、アムステルダム、ハンブルク、フランクフルトへの長距離列車も通っていた。
この規模の都市（この場合は、中核市区を指す）としては特筆すべき事だが、コルバッハには同一路線の2つ駅があり、営業を行っている。以前からある、旧市街から離れた駅（中央駅）と、その 1.5 km 南に後から開設された駅（コルバッハ南駅）である。カッセルへ行く路線は絶えず近代化工事が行われており、現在も運行停止中であると思われている。また、バート・アーロルゼンとフォルクマールゼンを経由するこの路線はかなり遠回りをすることになり、自動車でカッセルへ行く場合に比べ2倍近い時間がかかる。1997年にコルバッハの市バス構想が実現した。これは2本の交差する循環路線からなっている。バスは、40分周期で運行しており、20分ごとに中央駅を発着する。たとえば市中心地区、市立病院、学校センターといった重要な停留所には、両方の路線のバスが発着する。
コルバッハにはレストランを併設した飛行場がある。スポーツ用飛行機のための全長 600 m の草の滑走路の他に、200 m グライダー用滑走路がある。ドイツで最も古い飛行場の一つであるここは、人気のハイキング地であり、毎年数百人のパイロットがヨーロッパ中から飛来する。

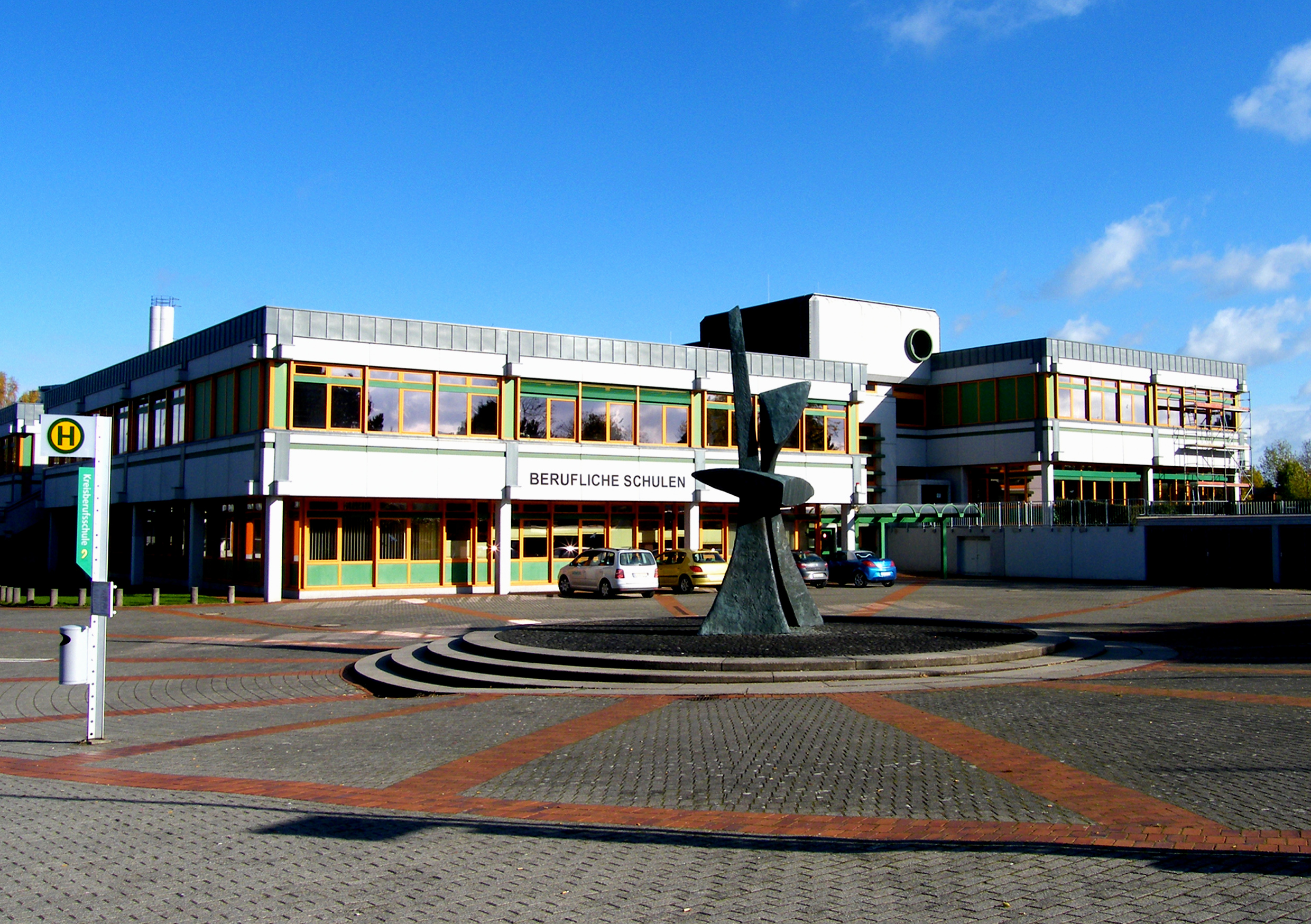
コルバッハおよびバート・アーロルゼン職業学校

### 学校
- アルテ・ランデスシューレ・コルバッハ (ALS): ギムナジウム
- コルバッハおよびバート・アーロルゼン職業学校
- ルイ・ペーター・シューレ・コルバッハ (LPS): 本課程・実科学校

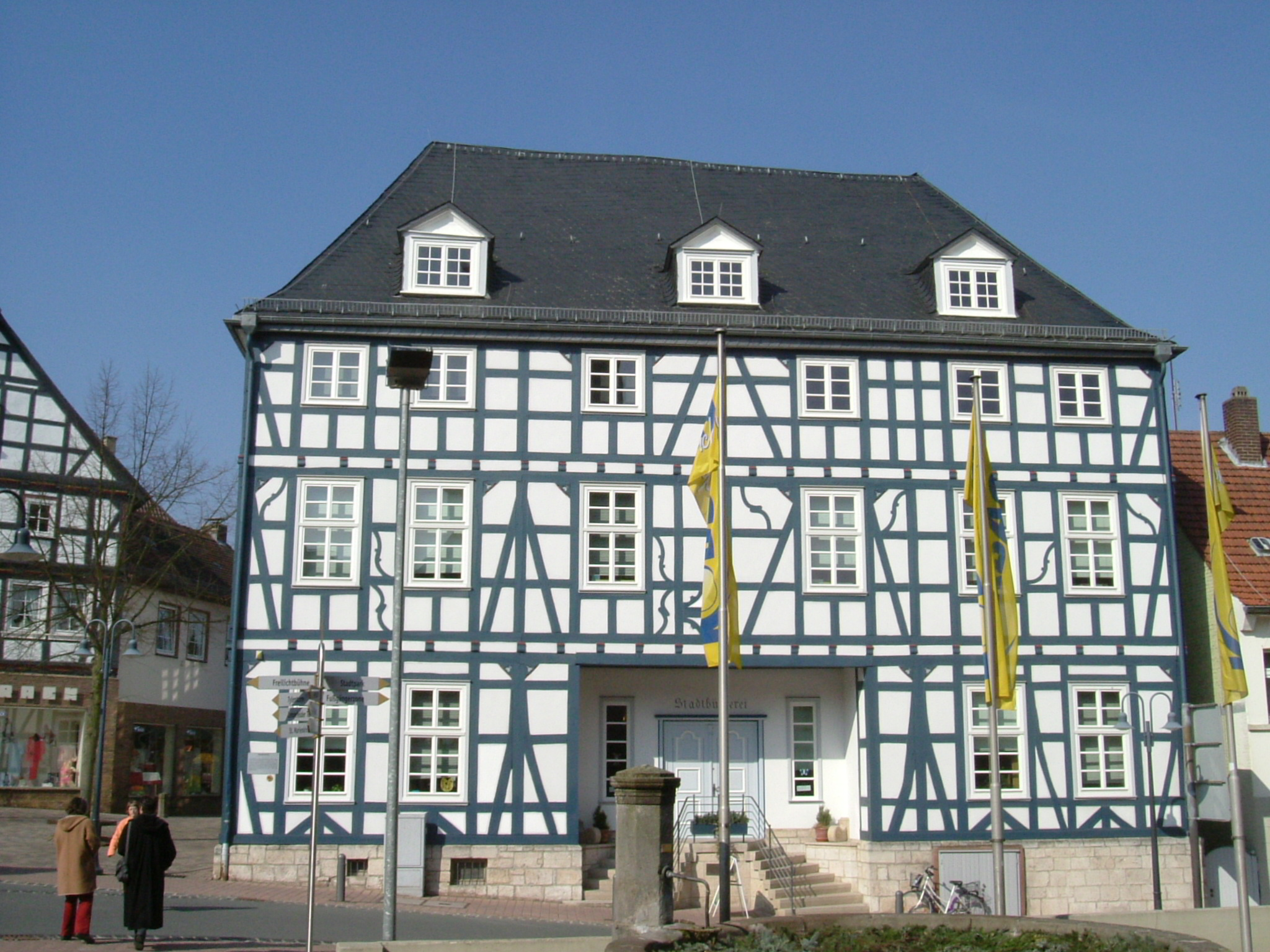
コルバッハ市立図書館

- ヴェストヴァルシューレ: 基礎課程学校
- マルカー・ブライテ: 基礎課程学校
- フンボルトシューレ: 基礎課程・養護学校
- ベルリナー・シューレ: 基礎課程学校
- エンザー・トール・シューレ: 特別学校

### 公共機関
- 市立図書館
- 青年の家
- 屋外プール
- 屋内プール

## 人物

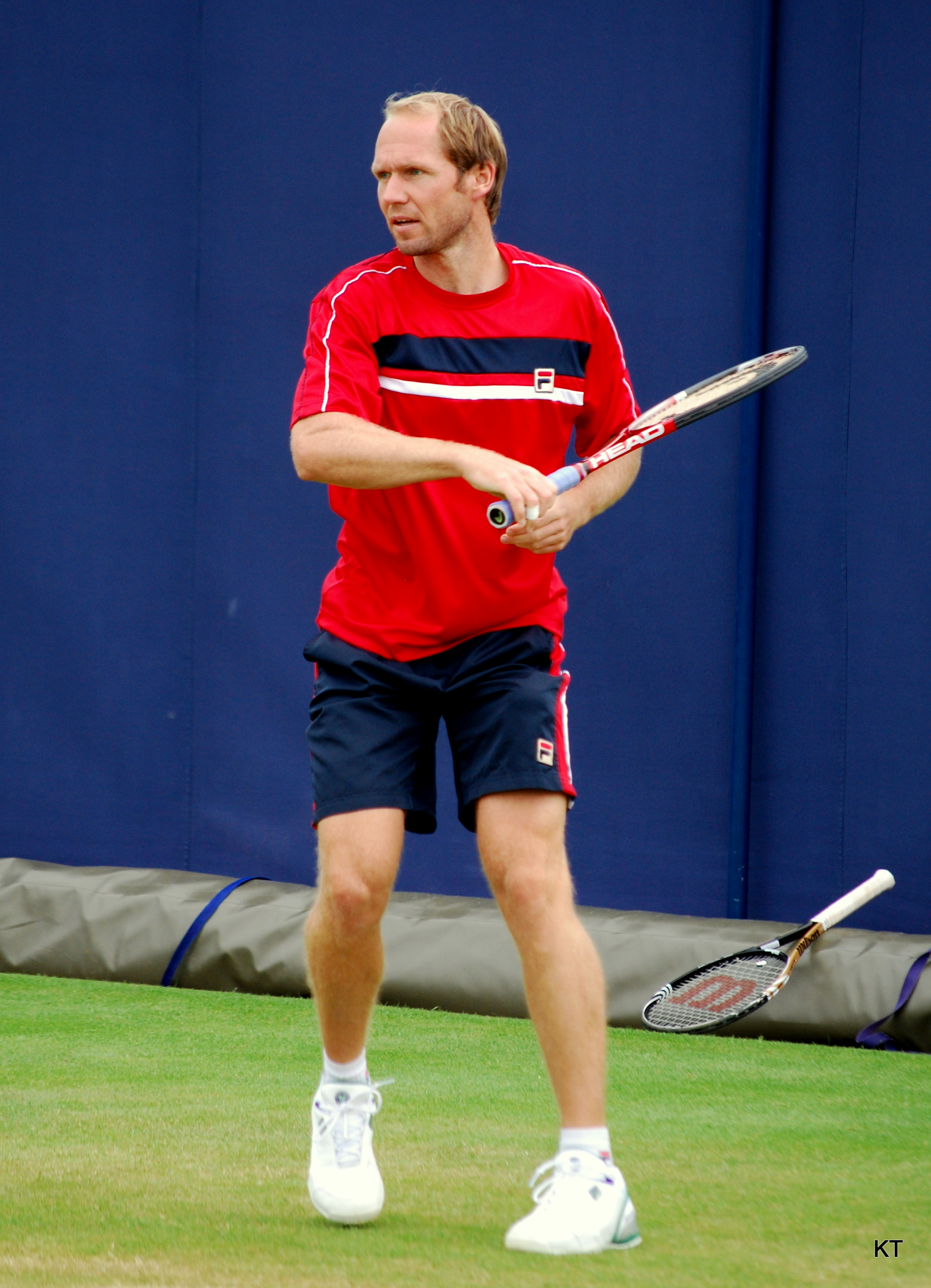
ライナー・シュットラー

### 出身者
- ルードルフ・ゴクレニウス（1547年 - 1628年）哲学、論理学、思弁学、倫理学、悪魔論理学の教授
- クリスティアン・カール・ヨシアス・フォン・ブンゼン（1791年 - 1860年）外交官
- エルケ・ハイデンライヒ（1943年 - ）作家、文芸評論家
- マティアス・ライム（1957年 - ）ポップシンガー
- ヨーヒェン・ベール（1960年 - ）クロスカントリースキー選手
- ライナー・シュットラー（1976年 - ）テニス選手
- イェンナ・モール（1987年 - ）女子スキージャンプ選手

### ゆかりの人物
- アウグスト・ビール（1861年 - 1949年）外科医
- フリードリヒ・クリスティアン・デリウス（1943年 - ）著作家

## 引用
1. ↑  Hessisches Statistisches Landesamt: Bevölkerung in Hessen am 31.12.2023 (Landkreise, kreisfreie Städte und Gemeinden, Einwohnerzahlen auf Grundlage des Zensus 2011)]
2. ↑  | Liste der Änderungen von Bahnhofsnamen（2012年2月26日 閲覧）
3. ↑  Walter Heinemeyer: Korbachs Anfänge im Kräftespiel der Franken und Sachsen. In: Geschichtsblätter für Waldeck, 73. Band (1985), p. 21 [24].
4. 1 2  Wolfgang Medding: Korbach – Die Geschichte einer deutschen Stadt, 2. unveränderte Auflage, 1980.
5. ↑  Kaiserurkunde aus 980 Wortlaut – Urkundenauszug korbach.de（2012年2月26日 閲覧）
6. ↑  Hans Osterhold: Meine Stadt, Korbacher Bauten erzählen Geschichten, sprenger druck, Korbach 2001
7. ↑  2011年3月27日の市議会議員選挙結果 (hsl.de)（2012年2月26日 閲覧）
8. ↑  Reaktivierung der Bahnstrecke Korbach-Frankenberg – vcd-blog.de（2012年2月27日 閲覧）